# کالیستو (کمیک)
کالیستو (به انگلیسی: Callisto) یک شخصیت تخیلی و ابرتبه‌کارانه در کتاب‌های کامیک می‌باشد. این کاراکتر به دست کریس کلیرمونت و پائول اسمیث خلق شده و در مردان-اکس شگفت‌انگیز شماره ۱۶۹ام (مه ۱۹۸۳) معرفی شد.
جدا از کتاب‌های کامیک، شرکت مارول از کالیستو در دیگر کالاهای خود از جمله پوشاک، اسباب‌بازی، ورق بازی، انیمیشن‌های تلویزیونی و بازی‌های رایانه‌ای استفاده کرده است.
دانیا رامیرز، نقش کالیستو را در فیلم سینمایی مردان-اکس: آخرین ایستادگی (سال ۲۰۰۶) بازی کرده است.
او فعلاً هیچ قدرتی ندارد اما پیش از این قدرت‌هایش شامل حواس ابرانسانی، زور، سرعت، استقامت و انعطاف افزایش یافته، زوددرمانی می‌شد و عضو گروه‌های ابرتبه‌کارانه‌ای چون سلول-اکس، ژنوشا اکسکالیبر، مورلاک‌ها، جمعیت ژن و آرنا بود.